# Koba Kakaladze
Koba Kakaladze (gruz. კობა კაკალაძე; ur. 7 czerwca 1986) – gruziński zapaśnik walczący w stylu wolnym. Wicemistrz Europy w 2008. Szósty w Pucharze Świata w 2009. Trzeci na ME kadetów w 2002 roku.